# Anna Elisabeth Rosmus

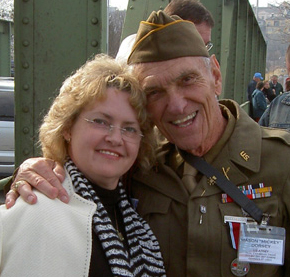
Anna Rosmus, US-Veteran Mickey Dorsey (2006)

Anna Elisabeth Rosmus (* 1960 in Passau), zeitweise Anja Rosmus-Wenninger, ist eine deutsche Schriftstellerin mit den Schwerpunkten Nationalsozialismus und Antisemitismus.

## Leben
Rosmus wurde als Tochter des Schulleiters Georg Rosmus (1927–2013) und einer Religionslehrerin in Passau geboren und wuchs in gutbürgerlich-katholischen Verhältnissen auf. Nach ihrem Abitur am Humanistischen Gymnasium Leopoldinum in Passau studierte sie Soziologie, Deutsche Literatur und Kunsterziehung an der Universität Passau.
Anlässlich des Schülerwettbewerbs Alltag im Nationalsozialismus  befasste sich Anna Rosmus als 20-Jährige mit der Rolle ihrer Heimatstadt Passau während dieser Zeit und deren Umgang mit den Passauer Juden. Bei ihren Nachforschungen stieß sie auf Widerstände. Drei Jahre lang erhielt sie keine Einsicht in die Personalakte des NSDAP-Oberbürgermeisters Max Moosbauer, bis sie sich die Akteneinsicht vor Gericht erstritt. Dabei kam zum Vorschein, dass zahlreiche führende Passauer Persönlichkeiten aktive Nationalsozialisten gewesen waren. Durch ihre Recherchen wurde ihr auch bekannt, dass Adolf Eichmann und Adolf Hitler in Passau gelebt und Heinrich Himmlers Vater Schulleiter an ihrer Schule gewesen war. Die Ergebnisse ihrer Recherchen fasste sie 1983 in dem Buch Widerstand und Verfolgung am Beispiel Passaus 1933–1939 zusammen. Rosmus setzte sich außerdem für die Errichtung passender Denkmäler für die Opfer des Nationalsozialismus ein, so zum Beispiel in Passau, wo dieses Bestreben von offizieller Seite jedoch damals nicht unterstützt wurde. Im Jahr 1996 wurde schließlich das Mahnmal für die Opfer des Nationalsozialismus direkt am Fluss Inn errichtet.
Die Anfeindungen und Bedrohungen (bis zu Morddrohungen) durch Bürger ihrer Heimat, die sie als Nestbeschmutzerin ansahen, veranlassten sie, 1994 ihre Heimatstadt zu verlassen und in die Vereinigten Staaten zu emigrieren.
Anna Rosmus unternahm regelmäßig mit US-Veteranen des Zweiten Weltkriegs Reisen in den Vereinigten Staaten. Sie organisierte auch jährliche Wiedersehenstreffen zwischen Veteranen und Einheimischen in Deutschland und Österreich. Besonders umfangreich hat sie sich mit der 65. Infanteriedivision und General Stanley Eric Reinhart beschäftigt. Der Befreiung Deutschlands und Österreichs widmete sie mit ihrem Buch Walhalla Finale (2009) einen umfangreichen Bildband.
Heute lebt Anna E. Rosmus nahe Chesapeake Bay in Maryland an der US-amerikanischen Ostküste. Sie ist Mitglied des PEN-Zentrums Deutschland.

## Veröffentlichungen
- Widerstand und Verfolgung am Beispiel Passaus 1933–1939. Haller, Passau 1983, ISBN 3-88849-011-1.
- Exodus – im Schatten der Gnade. Aspekte zur Geschichte der Juden im Raum Passau. Dorfmeister, Tittling 1988, ISBN 3-927454-01-X.
- Robert Klein (Mitwirkung von Anna Elisabeth Rosmus): Ein Jude schaut zurück. Selbstverlag A. E. Rosmus, Passau 1991 (ohne ISBN). 
 Englische Ausgabe: A German Jew Looks Back.
- Wintergrün. Verdrängte Morde. Mit einem Vorwort von Ignatz Bubis. Labhard, Konstanz 1993, ISBN 3-926937-11-4. [Über Morde an russischen Kriegsgefangenen in Passau im Nationalsozialismus]
- Pocking. Ende und Anfang. Jüdische Zeitzeugen über Besiegte und Befreite. In: Reihe Geschichte, Band 4. Labhard, Konstanz 1995, ISBN 3-926937-15-7.
- Was ich denke. Goldmann, München 1995, ISBN 3-442-12616-9. [Autobiographie]
 Englische Ausgabe: Against the Stream. Growing up where Hitler used to live. Übersetzt von Imogen von Tannenberg. University of South Carolina Press, Columbia, SC 2002, ISBN 1-57003-490-7.
- Out of Passau. Von einer, die auszog, die Heimat zu finden. Herder, Freiburg im Breisgau/Basel/Wien 1999, ISBN 3-451-26756-X. [Autobiographie]
Englische Ausgabe: Out of Passau. Leaving a city Hitler called home. Übersetzt von Imogen von Tannenberg. University of South Carolina Press, Columbia, SC 2004, ISBN 1-57003-508-3.
- Valhalla Finale. Verlag Doris Dorfmeister, Tittling 2009, ISBN 978-3-9810084-7-0 (deutsch und englisch). [Das Ende des Zweiten Weltkriegs, von der Normandie nach Linz und Prag; mit vielen bisher unveröffentlichten Bildern von 1945][8]
- Ragnarök. Verlag Doris Dorfmeister, Tittling 2010, ISBN 978-3-9810084-8-7 (deutsch und englisch).
- 75 Jahre „Reichskristallnacht“. Samples-Stecher Verlag, Grafenau 2013, ISBN 978-3-938401-28-6.
- Hitlers Nibelungen. Samples Verlag, Grafenau 2015, ISBN 978-3-938401-32-3.

## Auszeichnungen
- 1984: Geschwister-Scholl-Preis
- 1992: Holocaust Memorial Award
- 1994: Conscience in Media Award der American Society of Journalists and Authors
- 1994: Sarnat-Preis der Anti-Defamation League
- 1996: Heinz-Galinski-Preis
- 1999: Immigrant Achievement Award

## Audios
- Mutig Erzählen vom Alltag im Nationalsozialismus, 55.04 Minuten Audio, Gespräch mit der Autorin Anna Rosmus, von Johanna Herzing, Deutschlandfunk "Zeitzeugen im Gespräch" 25. November 2023

## Filme
- 1986 strahlte ARD Felix Kuballas 45-minütige WDR-Dokumentation Von deutscher Toleranz aus.
- 1988 zeigte ARD Henning Stegmüllers 90-minütige Dokumentation von Radio Bremen Gegen den Strom über Anna Rosmus.
- 1990 strahlte das ZDF Michael Verhoevens Dokumentation Das Mädchen und die Stadt über Anna Rosmus aus.
- Ihre Lebensgeschichte diente Michael Verhoeven 1990 als Vorbild für seinen Spielfilm Das schreckliche Mädchen, der ihm 1992 eine Oscar-Nominierung für den besten fremdsprachigen Film einbrachte.
- 1994/95 produzierte Felix Kuballa (WDR) den Dokumentarfilm Das Schreckliche Mädchen in Amerika. Die ARD zeigte eine 60-minütige und eine 45-minütige Variante.